# Карикатуре Мухамеда
Карикатуре Мухамеда су 12 цртежа објављених у данским новинама „Јиландс-Постен“ 30. септембра 2005. године, преузете касније у норвешком часопису „Магазинет“, немачком „Ди Велту“, француском „Франс соар“. Карикатуре су сатирична илустрација чланка који је, између осталог, говори о самоцензури и слободи говора. Чланак је нагласио изјаву једног данског писца да не постоји илустратор у Данској који би пристао да нацрта илустрације у једној дечјој књизи о Мухамеду, осим анонимно. Међу 12 карикатура на једној се сугерише да Мухамед има скривену бомбу у турбану.
Ове карикатуре су се претвориле у велики међународни инцидент. Једанаест исламских земаља (укључујући Босну и Херцеговину) је захтевало хитне мере данске владе против инкриминисаних новина. Либијска и саудијска влада су повукле амбасадоре из Данске, а Либија је затворила амбасаду у Копенхагену. Међународна организација исламских земаља тражи увођење санкција Уједињених нација против Данске, а широм Блиског истока се пале данске заставе. Власник француског „Франс соар“ је отпустио главног уредника због објављивања карикатура.
Јиланд Постен је послао два отворена писма муслиманима, у којима објашњава да илустрација није била усмерена да увреди икога, и жали због насталих непријатности.

## Исламска традиција
Ислам забрањује вернику да прави слике, скулптуре или на други начин приказује лик Мухамедов, из било ког разлога. Ово је строго наређено јер постоји забринутост због могућег иконопоклонства - обожавања икона које могу водити до обожавања пророка уместо јединог бога, Алаха.

## Почетак
Карикатуре су први пут објављене крајем септембра 2005. године. Отприлике две недеље касније око 3500 људи је мирно протестовало у Копенхагену. Новембра исте године, неколико европских новина су поново објавиле карикатуре што је проузроковало нове протесте. Штрајк радника је тада почео у Пакистану и неколико организација је јавно критиковало данску владу. Додатни протести, претворени у демонстрације, су одржани у јануару 2006, и касније истог месеца је започет бојкот данске робе. Неколико исламских земаља је повукло своје амбасадоре из Данске, и демонстрације, од којих неколико агресивних, су настављене. Демонстрације су настављене у фебруару, и данска амбасада у Дамаску, главном граду Сирије, је спаљена од стране демонстраната.

## Узрок проблема

### Дебата о цензури
17. септембра 2005. године, данска новина Политикен ја објавила чланак под називом "Dyb angst for kritik af islam" ("Дубоки страх од критиковања Ислама"). Чланак је био о проблему на који је наилазио писац Kåre Bluitgen, који није могао да нађе илустратора који је би био спреман да ради са њим и илуструје Блуитгенову дечју књигу "Koranen og profeten Muhammeds liv" („Куран и живот пророка Мухамеда“). Три карикатуристе и илустратора су одбили пишчеву понуду, све док један сликар није пристао да ради анонимно. Према Блуитгену:
Један од уметника је одбио да сарађује наводећи пример убијеног филмског директора Теа ван Гога у Амстердаму, док је други одбио одазивајући се на напад професора на Карстен Нибур Институту у Копенхагену. Октобра 2004, професор је нападнут од стране пет непознатих нападача који су били против професоровог читања Курана публици која се састојала од хришћана и немуслимана на поменутом институту.
Одбијање прва три уметника да сарађују је протумачено као пример самоцензуре и то је довело до дебате у самој Данској, при којој су други случајеви са истим разлозима пријављени. Комичар Франк Хвам је изјавио да се не би усудио да сатирише Куран на телевизији, док су преводиоци колекције есеја критичних према исламу радили свој посао само под условом потпуне анонимности.

### Објављивање карикатура
30. септембра 2005, дневне новине објављује чланак под називом "Muhammeds ansigt" " ("Лице Мухамеда"). Чланак се састојао од 12 сатиричних карикатура (од којих је само неколико приказивало Мухамеда) и пратећи текст аутора Флеминг Роза који је коментарисао следеће:
Неки муслимани одбијају да прихвате модерно секуларно друштво. Они захтевају посебне повластице, и инсистирају на посебне пажње када су у питању њихова религијска осећања. То је потпуно некомпатибилно у друштву са модерном демократијом и слободом говора, у којем морате бити спремни на могућност да ћете наићи на увреде и исмејавања. Наравно није увек лепо и пријатно за очи, и то не значи да религију, било коју религију, треба исмевати по свако цену, али то је мање вашно у овом контексту. […] ми смо на веома клизавом путу где нико не зна какав ће епилог имати самоцензура. Зато су Јиланд-Постен новине позвале чланове Данске Уније карикатуриста да нацртају Мухамеда онако како га виде.[…]
Након позива новина око четрдесетак уметника да дају своју интерпретацију и виђење како би Мухамед изгледао, дванаест следећих карикатура је изабрано:
- Лице Мухамеда као део исламског симбола звезде и полумесеца. Његово десно око је део звезде, док полумесец окружује његову браду и лице.
- Мухамед са бомбом у свом турбану, којој је упаљен фитиљ и на којој су исписане исламске заповести. Од свих карикатура ова се сматра најконтроверзнијом.
- Мухамед стоји и изнад главе му је ореол у облику полумесеца.
- Апстрактна карикатура са полумесецима и Давидовом звездом и пратећом песмом која говори и женама као потчињеним члановима друштва.
- Мухамед као луталица негде у пустињи и у позадини је нацртано сунце које залази. Такође у позадини је и магаре.
- Уплашени карикатуриста који нервозно жели да нацрта лик Мухамеда, и притом гледа иза рамена да неко не наиђе.
- Два љута муслимана који изгледају као да иду у битку са мачевима и бомбама, и Мухамедом поред њих, који им говори „Опуштено, то је само карикатура неког неверника“.
- Дечак који изгледа арапског порекла, стоји испред табле у учионици, и гестикулира ка исписаним речима на персијском језику. У преводу са персијског речи исписане на табли значе „Редакцијски тим Јулианд Постен новина је група провокатора“. Дечак је означен као Мухамед. Ово се види као увреда, јер се карикатуром сматра да је Мухамед тек друга генерација имиграната у Данској, уместо да је Мухамед оснивач ислама.
- У следећој карикатури Мухамед је нацртан са црном превлаком преко очију, и мачевима, док иза њега стоје две жене обавијене у црном, са потпуно отвореним очима.
- Мухамед на облаку, притом поздрављајући тек пристигле бомбаше самоубице са речима „Станите, станите, понестало нам је девица“. Ово алудира на могуће награде бомбаша самоубице за своја дела против неверника у светом рату.
- На последњој карикатури је аутор Каре Блуитген са турбаном на глави у који упада поморанџа са написом Публицитет. У његовој руци је слика Мухамеда, која алудира на његову дечју књигу о Курану и Мухамеду. У данском језику постоји изрека Поморанџа у турбану, што се преводи као непредвиђена срећа, али у овом контексту додано као непредвиђена срећа у погледу његове књиге која овим карикатурама добија бесплатни публицитет.

У центру дванаест карикатура:
- Ред од седам криминалаца које сведок не може да идентификује. Међутим кад се боље погледа они у реду где би требало да стоје криминалци су Хипик, дански политичар Пиа Кјерсгард, Исус Христ, Буда, Мухамед, Индус, и аутор дечје књиге Каре Блуитген, који једини држи наслов „Кареова канцеларија за односе са јавношћу, молим вас зовите и дајте нам понуду“.

## Исламска традиција
Многи муслимани верују да било какво графичко приказивање религијских фигура или некад и људских тела је непримерно. Међутим Куран, исламска света књига, нигде директно не забрањује графичко приказивање људских фигура, већ забрањује само сваку врсту обожавања. Директна забрана графичког приказивања светих фигура је нађена само у Хадиту, традицији која се преноси вербалним путем са генерације на генерацију. Постоје на хиљаде хадита, од којих се многе сматрају слабим у основи да би се примењивале. Тако да свако гледање на ове карикатуре може да се види као лични избор.
Гледишта са којег се посматрају графичка приказивања у муслиманским друштвима су различита од друштва до друштва. Муслимани шиити су традиционално веома толерантни у погледу графичког приказивања религијских људских фигура, док су муслимани сунити мање толерантни у овом погледу.
Међутим већина модерних муслимана данас верује да су портрети, фотографије, филмови и илустрације које приказују религијске фигуре потпуно дозвољене. Само неке сунитске интерпретације ислама су против ове врсте уметности. Већина старомодних муслимана, и данашњи муслимани екстремисти који узимају све за разлог светог рата, имају ставове који се противе приказивању религиозних фигура.
Увредљиве сатиричне слике или фотографије су већ други случај, како су протумачене ове карикатуре. Показивање непоштовања Мухамеду и исламу се сматра хуљењем. Према Би-Би-Си-ју BBC Архивирано на веб-сајту  (5. фебруар 2006) елеменат који повезује тероризам и Мухамеда је оно што муслимани сматрају веома увредљивим.

## Реакције муслиманских земаља
Велики број муслимана је гневан због објављивања ових карикатура. Овај гнев је испољен у великом броју јавних протеста, новина, чланака, е-пошти и SMS порукама у разним арапским државама и исламским земљама. Иако су аутори ових карикатура јавно рекли да не виде Мухамеда као терористу, многим муслиманима је ово тешко да поверују када једна од карикатура показује Мухамеда са бомбом у турбану којој је упаљен фитиљ.
Арапи и муслимани сматрају да на Западу постоје двоструки стандарди. Наиме, вређање ислама и муслимана спада под слободу говора, док се сматра потпуно недоличним говорити о расизму и семитизму. Ово је и написао колумниста Мохамед ел Шаибани у дневним кувајтским новинама Ал-Кабас.

## Хронологија догађаја

### 2005

#### Септембар

##### 30. септембар
- Карикатуре са ликом проповедача Мухамеда у разним ситуацијама су објављене у данским новинама.

#### Октобар

##### 9. октобар
- Исламско Друштво Данске захтева да се новине извине свима муслиманима и да уклоне карикатуре.

##### 14. октобар
- 3500 људи се окупља у мирним протестима испред канцеларије новина у Копенхагену.
- Двојици уметника из групе које је нацртало 12 карикатура је препоручено да се склоне једно време из јавности након добијања најава убистава.

##### 17. октобар
- El Fagr је објавио 6 карикатура

##### 19. октобар
- Једанаест амбасадора захтева састанак са премијером Данске Андерс Фог Расмусеном и траже од њега да се дистанцира од карикатура, као и од других дерогаторних коментара против ислама у данским медијима. Премијер одбија да се састане са амбасадорима на основу да он не може да се меша и слободу говора коју поседују медији.

##### 28. октобар
- Данска полиција добија позиве у којима групе муслимана протестују против карикатура и наводе да су карикатуре намерно објављене како би се ругало исламу, нешто што Дански закон забрањује (§ 140).

#### Новембар
- Од новембра до децембра: Делегација неколицине хоџа из Исламског Друштва Данске путује на Блиски исток како би се посветила већа пажња карикатурама.
- У новембру још једне данске новине објављују карикатуре.
[тражи се извор]

##### 24. новембар
- Специјална комисија Уједињених Нација за слободу религије и религијских веровања и Специјална комисија за модерне облике расизма, расне дискриминације, ксенофобије и сличних нетолеранција захтева од данске мисије при Уједињеним нацијама да доставе званични став и рапорт о случају са карикатурама.[тражи се извор]

#### Децембар

##### 2. децембар
- Пакистанска политичка странка Џамат-е-Ислам објављује награду од $ 10000 било коме ко убије неког од аутора карикатура. Касније је откривено да је ово само трач.

##### 7. децембар
- Штрајк запослених започиње у Пакистану услед објављивања карикатура.
- Луис Арбур, Високи Секретар уједињених Нација за Људска Права је изразила забринутост око карикатура и рекла да Уједињене нације морају да даље испитују могуће кршење религијских права.[4]

##### 19. децембар
- Двадесет и два некадашња Данска амбасадора критикују премијера Данске за одбијање да се састане са једанаест амбасадора.
- Савет Европе критикује Данску владу што користи термин слободе говора као разлог за одбијање да се суочи са растућим гневом насталог услед објављивања карикатура.[5]

##### 29. децембар
- Арапска лига критикује данску владу што се не изјашњава поводом случаја.

### 2006

#### Јануар

##### 1. јануар
- Премијер Данске у свом новогодишњем обраћању нацији наглашава да се религија и слобода говора поштују у Данској.

##### 10. јануар
- Норвешки хришћански магазин Магазинет објављује карикатуре.

##### 22. јануар
- Новине Бриселски Журнал објављује карикатуре.

##### 23. јануар
- Данска влада доставља званични извештај Уједињеним нацијама које су тај извештај тражиле 24. новембра 2005. године.[тражи се извор]

##### 26. јануар
- Држављани Саудијске Арабије почињу бојкот данских производа.
- Саудијска Арабија опозива свог амбасадора у Данској.
- Норвешки министар иностраних послова шаље отворено писмо својим амбасадорима на Блиском истоку у којем наводи да је један од стубова Норвешког друштва слобода говора, али је изразио жалост да новине које су објавиле карикатуре Магазинет су искористиле то и тиме оскрнавиле поштовање према муслиманима.[6]

##### 28. јануар
- Дански амбасадор у Саудијској Арабији је интервјуисан од стране Асошијетед Преса и током интервјуа критикује Јуланд Постен новине за необазриво и непромишљено објављивање карикатура, као и непознавање ислама, иако у том тренутку Данска влада још увек није јавно дала свој став према случају.
- Организација Исламске Конференције је изјавила да је Данска влада требало одмах да реагује и осуди карикатуре.

##### 29. јануар
- Либија затвара своју амбасаду у Данској.
- Данска влада изјављује да је Дански амбасадор у Саудијској Арабији током интервјуа дао своје лично мишљење, а не данске владе или данске државе. Данска Народна Партија захтева да се амбасадор казни.
- Дански амбасадор у Јордану је позван на саслушање.
- Председник Авганистана Хамид Карзај наводи да је објављивање карикатура велика грешка, и нада се да ће ово бити пример медијима да у будућности буду обазривији и одговорнији.
- Застава Данске је спаљена на Западној Обали у градовима Наблус и Хеброн.
- Јеменски Састав Представника владе осуђује карикатуре.
- Бахреин осуђује карикатуре.
- Сирија осуђује карикатуре.
- Нови напад на веб-сајт новина које су првобитно објавиле карикатуре Јуланд Постен.
- Новине Екстра Бладет објављује чланак у коме откива да је Данска муслиманска асоцијација путовала на Блиски исток и ширила причу како репрезентује 200.000 данских муслимана, док у стварности број чланова ове групе је 15 000.[тражи се извор]
- Палестински Покрет Исламски Џихад издаје држављанима Данске, Норвешке и Шведске 48 сати да напусте Западну Обалу и појас Газе.

##### 30. јануар
- Јуланд Постен новине објављују писмено извињење на данском и арапском језику. У извињењу новине се не извињавају за објављивање карикатура, већ за вређање религијских осећања муслимана широм света.
- Наоружани Палестинци из града Фата упадају у просторије Европске уније у појасу Газе.[7]
- Премијер Данске изваљује да се он лично дистанцира од карикатура, али и даље заузима став да данска влада не може да се меша у слободу говора.[тражи се извор]
- Египатски парламент тражи од становништва да наставе са бојкотом данских производа.
- Европска унија подржава Данску наводећи да ће било какав бојкот данских производа довести до кршења светских трговинских правила.[тражи се извор]
- Дански Црвени крст наговештава могуће евакуисање данских радника у Јемену и појасу Газе након примања смртоносних порука и претњи.[8]
- Јуланд Постен новине објављују друго отворено писмо овог пута на данском, арапском и енглеском језику и покушава да смири ситуацију и објасни своје разлоге за објављивање карикатура још у септембру 2005.
- Наоружана лица упадају у канцеларије Европске уније у појасу Газа и прете киднаповањем запослених уколико не добију званично извињење око карикатура од Европске уније.

##### 31. јануар
- Након интервјуа са главним и одговорним уредником Јуланд Постен новина на арапској телевизијској мрежи Ал-Џазира објављује се јавности да се његово извињење муслиманима није емитовало на арапском језику.[тражи се извор]
- Данска муслиманска асоцијација наводи да је задовољна извињењима и да ће урадити све што је у моћи како би се односи поправили.[9][10]
- Претња бомбом уредништву Јуланд Постен новина доводи до евакуације истих.[тражи се извор]
- Министарства спољних послова седамнаест исламских земаља понавља да захтевају извињење званичне данске владе и да их увери да се нешто овако неће поновити.[тражи се извор]
- Дански премијер Андерс Фог Расмусен одржава прес-конференцију на данском и енглеском језику у којем тражи од Данаца да не доливају уље на ватру. Он хитно позива муслимане у Данској да помогну у побољшавању односа. Такође понавља да је слобода говора у Данској веома важан део друштва и да данска влада није у позицији да се меша у то шта медији објављују. Он наводи да жели да се врати на дијалог и разрешење ситуације.[11]
- Парламент Бахреина захтева да се краљица Данске Маргрета II извини, и исто захтева и од данске владе. Ако им се захтеви не испуне они наводе да ће бојкотовати данске производе и укинути извоз нафте од 159 000 барела на дан у договору са осталим државама Персијског залива.[12] Оно што је иронично је то да је Данска земља која искључиво извози нафту те она не би губила никаквим санкционисањем заливских држава. Напротив, цене нафте би у том случају којим Бахреин прети, скочиле што би ишло у корист Данске.[13]
- Лидер Хамаса Аднан Асфур захтева да се казне аутори карикатура.[тражи се извор]
- Бивши председник Сједињених Америлких Држава Бил Клинтон наводи да се плаши да ће се антисемитимизам преокренути у антиисламизам и критикује карикатуре као ругање исламу.[тражи се извор]
- Руски председник Владимир Путин наводи у свом говору у Кремљу да данска влада користи слободу говора као плашт којим крије оне који вређају муслимане.
- Исландске новине ДВ објављују шест од поменутих 12 карикатура.
- Немачке новине Дневне новине (Die Tageszeitung) објављују две карикатуре.

#### Фебруар

##### 1. фебруар
- Француске новине Франс Соир (France Soir) објављује карикатуре, и додаје једну своју карикатуру. Главни и одговорни уредник Жак ЛеФранк бива отпуштен поподнева истог дана од стране власника новина Рејмонд Лака, који је Француско-Египатског порекла.[тражи се извор]
- Немачки недељник Свет (Die Welt) објављује неколицину од 12 карикатура[14], као и немачке новине Тагесшпил (Tagesspiegel) и Берлинске Новине (Berliner Zeitungs).
- Италијански недељник Ла Штампа (La Stampa) објављује карикатуре.
- Шпански недељник Ел Периодико из Каталоније (El Periódico de Catalunya) објављује карикатуре.
- Холандске новине НРЦ Ханделсблад (NRC Handelsblad) и Елсевир (Elsevier) објављују карикатуре.
- Данска амбасада у Дамаску, главном граду Сирије, бива евакуисана услед анонимне претње телефоном о сакривеној бомби.[15]
- Сирија опозива свог амбасадора у Данској.
- Фински министар спољних послова критикује Данску владу на спором реаговању око прашине која се дигла поводом објављивања карикатура.
- Руска православна црква и Руски Муфтијат критикују европске новине на поновном објављивању карикатура.
- Чеченски ратни криминалац, политичар и терориста Шамил Басајев осуђује карикатуре.
- Канцеларије новина Јулианд-Постен које су првобитно објавиле карикатуре су поново евакуисане услед претњи бомбама.[16]
- Муслиманска група од утицаја у Малезији захтева од малезијске владе да почне бојкот данских производа.[тражи се извор]
- Портпарол индонежанског министарства иностраних послова осуђује карикатуре, и наводи да слобода говора не би смела да се користи зарад вређања.[тражи се извор]
- Кратка СМС порука која је кренула да циркулише Данском информише о спаљивању Курана у подне, 4. фебруара у центру Копенхагена.

##### 2. фебруар
- Немачке новине Време (Die Zeit) објављује карикатуре на страници 5.[17]
- Премијер Данске се појављује на арапској ТВ мрежи Ал-Арабија. Снимак је направљен 1. фебруара.
- Јорданске новине Ал-Шихан објављују неке карикатуре. Главни и одговорни уредник бива отпуштен тог истог дана.[18][19]
- Новине у САД Њујорк Сан објављује две карикатуре (New York Sun).[тражи се извор]
- Белгијске новине Ле Соар (Le Soir) објављују карикатуре.[20]
- Француске новине Свет (Le Monde) објављују цртеж Мухамедовог лица нацртаног од слова и речи које читају Ја не смем да цртам Пророка!.
- Швајцарске новине Ле Темпс (Le Temps) и Женевски Трибјун (Tribune de Genève) објављују карикатуре, као и мађарске новине Мађар Хирлап (Magyar Hirlap).
- Португалске новине Публико објављују једну карикатуру, и то ону најконтраверзнију, Мухамед са упаљеним фитиљем бомбе у турбану.
- Министарство иностраних послова Данске саветује своје држављане да напусте појас Газе.
- Мулах Крекар наводни лидер Ансар ел Ислам који живи у Норвешкој назива ове карикатуре позивом на рат и наводи да смо ми, муслимани, спремни на ово.[21]
- У заједничкој изјави бискупи Римске католичке цркве пет нордијских земаља наводе да изнова неки људи мисле да су њихови ставови изнад свих других и да мисле да могу да кажу било шта без респекта и обзира других људи и религија(…) Наша саосећања иду нашој браћи муслиманима широм света.[22]
- Наоружана група упада у канцеларије Европске уније у појасу Газе и киднапују немачког држављанина. Он је касније пуштен неповређен .[23]

##### 6. фебруар
- Српски дневни лист „Национал“ на 7. страни објавио 5 карикатура.

##### 7. фебруар
- Најконзервативније и најпопуларније новине у Ирану "Хамшари" ће одржати међународни конкурс политичких карикатура о Холокаусту, као одговор на карикатуре Мухамеда у Данским новинама. Новине желе да провере да ли слобода говора значи и могућност исмејавања нацистичког геноцида. Хамшари нуди златнике најбољим карикатуристима - карикатура ће бити 12, баш као и у Јиландс Постену.

##### 8. фебруар
- Исламска верска заједница у Војводини препоручила верницима да не купују производе из Данске.[24]

##### 10. фебруар
- Група демонстраната бацила је запаљиве бомбе на амбасаду Француске у иранској престоници Техерану и поред позива ајатолаха Ахмада Хатамија на обуставу насиља изазваног објављивањем карикатура пророка Мухамеда у европским листовима. Oko 70 демонстраната окупило се испред француске амбасаде узвикујући пароле 'Смрт Француској' и 'Смрт Америци'.[тражи се извор]
- Више од хиљаду грађана Новог Пазара данас је на центру града изразило протест због објављивања увредљивих карикатура пророка Мухамеда у штампи у Данској и још неким земљама. Окупљање је почело око 12.45 сати испред хотела „Врбак“, касније су демонстранти прошетали центром града до корзоа, a на крају протеста запаљене су застава Данске и Израела, што је пропраћено аплаузом. Мешихат исламске заједнице Санџака саопштио је да не стоји иза ових протеста.[тражи се извор]

##### 11. фебруар
- Насер Кандер, муслимански члан данског парламента и један од оснивача покрета Умерених муслимана, тражио је од Данског министра религије да истражи речи Абу Лабана (Abu Laban) у молитвама у петак у џамији Дортхавеј (Dortheavej) у Копенхагену, где је Абу Лабан описао Ајан Хирси Алија (Ayaan Hirsi Ali) као пацова у рупи.[тражи се извор]
- Еуроњуз показује једну од карикатура у њузтрејлеру (реклами за вести), која је оригинално показна у једном швајцарском ТВ програму.

##### 12. фебруар
- Ирски председник Мери Мекелси осудила је карикатуре и закључила да муслимани имају право да буду љути.

##### 15. фебруар
- Индијски морнар је претучен до смрти после свађе са колегама око карикатура.[тражи се извор]

##### 16. фебруар
- Европски парламент је прихватио резолуцију којом осуђује насиље које је повезано са карикатурама Мухамеда. Истиче се да је Европска унија у солидарности са Данском и свим другим државама које су жртве насиља. Даље се наводи да муслимани имају право да су љути због карикатура, али да имају право само да мирно протестују, а не да спаљују амбасаде. Такође се наводи да је слобода говора апсолутна и да не сме и неће бити цензурисана.[тражи се извор]
- Око 40.000 људи је протестовало у Пакистанском граду Карачи и спалили су грб председника владе Данске.[тражи се извор]

##### 17. фебруар
- Пакистански хоџа Мухамед Јусуф Куреши (Mohammed Yousaf Qureshi) изјавио је да ће дати милион долара особи која убије човека који је нацртао карикатуре Мухамеда.[тражи се извор]
- Преко хиљаду протестаната су развалили врата од италијанског конзулата у Бенгазију, Либији и ушли унутра, што је изазвало реакцију полиције која је убила барем 11 протестаната.[25]
- Данке и Норвешке амбасаде у Дар ес Саламу у Танзанији су затвориле своје канцеларије у страху од протеста због карикатура Мухамеда.

##### 18. фебруар
- Фрија Тиднинг (Fria Tidning), новине из Стокхолма одштампале су сопствене „карикатуре Мухамеда“, у карикатурама су Мухамед Али, Мухамед Бакир ел Садр, Мухамед Лавал, Хаџи Кер Мухамед, Мухамед Махде ел Салих и Амир Мухамед Рашид.
- Италијански министар Калдероли је поднео оставку после притисака од стране Силвија Берлусконија после протеста у Либији. Заменик премијера Италије, Фини је најавио посету џамији у Риму.